# 金三角

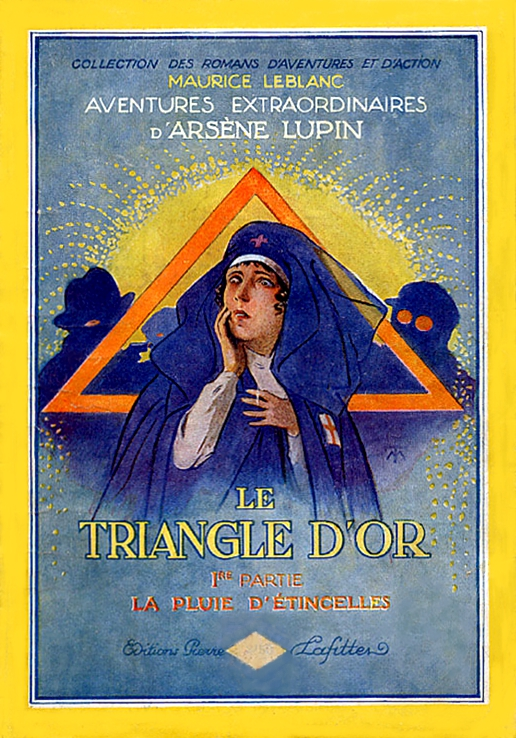
Le Triangle d'Or, 1918

『金三角』（きんさんかく、黄金三角とも、Le triangle d'or）は、モーリス・ルブランの『アルセーヌ・ルパン』シリーズの一篇。1917年発表。題名は、三角形に埋められた金塊から。第一次世界大戦中の作品で、傷痍軍人が登場するなど、大戦の影響が色濃く出ている。

## ドン・ルイス・ペレンナ
『金三角』は、『813』のラストでティベリウスの断崖から身を投げたアルセーヌ・ルパンが、スペイン貴族にしてフランス外人部隊の英雄、ドン・ルイス・ペレンナとして復活し活躍する、「ドン・ルイス3部作」とも言える三作のうちの最初の一編である。ドン・ルイスの時期のルパンは、基本的には怪盗としての活躍はせず、主にフランス国家のためや虐げられた者を救うために行動する。（戦争の時期でもあり、愛国的冒険の傾向が強い。）この後、ドン・ルイスが活躍する物語は、『三十棺桶島』、『虎の牙』と続く。

## 登場人物
- パトリス・ベルバル大尉 - 本編の実質的な主人公である。ドン・ルイスことルパンは物語の中盤に救世主として現れるが、それ以前はベルバル大尉の視点で物語が進行していく。その後もドン・ルイスとの親交を続けたと思われ、次作である『三十棺桶島』では、ルパンの持つ潜水艦「水晶の栓」号の乗組員として再登場し、かつて自分が助けられたように、ドン・ルイスと共に今度は他者の救世主的な役割を果たす事になる。
- コラリー - 陸軍病院の看護婦。
- エサレス・ベイ - ユダヤ人商人。
- シメオン・ディオギドス - エサレス・ベイの執事。
- ヤボン - セネガル出身の隻腕の傷痍軍人、怪力の持ち主。戦傷のため言葉がしゃべれず音だけを発することができる。

## バラングレーとデマリヨン
バラングレーは、ルパン世界におけるフランスの大統領。フランス第三共和政のレーモン・ポアンカレ大統領がモデルと言われている。『813』から登場し、以降、本作『金三角』、『虎の牙』と、ルパンのよき理解者として登場し続ける。デマリヨンも同様に、本作、続いて『虎の牙』において登場し、ルパンの才を自由に振舞わせるべくよきフォローをする理解者となっている。デマリヨンは本作『金三角』においては元判事、『虎の牙』においては警視総監の肩書きで登場する。

## 書籍、ビデオ
書籍
創元推理文庫（石川湧訳）
ビデオ
怪盗ルパン・シリーズ Vol.6 金三角  フランソワ・ドゥノワイエ 日本クラウン（2001年3月）